# Sebelio Peralta Álvarez
Sebelio Peralta Álvarez (* 19. September 1939 in Borja; † 19. November 2014 in Asunción) war ein paraguayischer Geistlicher und Bischof von San Lorenzo.

## Leben
Sebelio Peralta Álvarez trat in das Kleine Seminar in Villarrica ein und studierte Philosophie und Theologie am Diözesanseminar in Asunción. Er empfing am 19. Dezember 1964 in Borja die Priesterweihe. Nach Tätigkeit in der Seelsorge in Carapeguá, Ybycuí, Caazapá, Maciel und Sgdo studierte er Theologie an der Theologischen Fakultät von Buenos Aires und war Professor am Priesterseminar von Paraguay.
Papst Johannes Paul II. ernannte ihn am 5. März 1979 zum Weihbischof in Villarrica und Titularbischof von Inuca in Mauretania. Die Bischofsweihe spendete ihm der Erzbischof von Asunción, Felipe Santiago Benítez Ávalos, am 1. Mai 1979; Mitkonsekratoren waren Angel Nicolás Acha Duarte, Bischof von Carapeguá, und Jorge Adolfo Carlos Livieres Banks, Weihbischof in Asunción. Er engagierte sich insbesondere um die Familienpastoral in der Bischofskonferenz von Paraguay sowie in der Lateinamerikanischen Bischofskonferenz CELAM.
Am 19. April 1990 wurde er zum Bischof von Villarrica del Espíritu Santo ernannt. Papst Benedikt XVI. ernannte ihn am 27. Dezember 2008 zum Bischof von San Lorenzo. In der paraguayischen Bischofskonferenz (CEP) übernahm er die Leitung der Kommissionen für die Priesterseminare und die Nationale Liturgiekommission.
Er starb an den Folgen eines Herzleidens.